# El techo de cristal
El techo de cristal es un thriller de misterio estrenado en 1971. Dirigida por Eloy de la Iglesia se trata de su cuarta película después de Fantasía...3 (1965), Algo amargo en la boca (1969) y Cuadrilátero (1970). Destaca por ser el primer éxito comercial en la carrera del director: más de un millón de espectadores vieron la película en cine. Su elenco, encabezado por Carmen Sevilla y Patty Shepard, cuenta con prestigiosos secundarios como Encarna Paso, Fernando Cebrián o Emma Cohen.

## Argumento
Marta (Sevilla) es una joven mujer casada que vive una vida aburrida con la única compañía de su gata Fedra. Suele pasar largas temporadas sola debido a que su marido, Carlos (Cebrián), tiene frecuentes viajes por causa del trabajo. Debido a que reside en un complejo a las afueras de Madrid tampoco tiene muchas ocasiones de relacionarse más allá de algunas esporádicas visitas. Esta atonía cambiará cuando comience a escuchar unas pisadas y extraños ruidos sobre el techo de su apartamento procedentes del piso de su vecina Julia (Shepard). Julia, una joven sexy, se encuentra en una situación similar a la de Marta con un marido, Victor, escasamente presente en casa. 
Con el paso de los días, ante la ausencia de noticias de Victor, Marta empieza a pensar que su vecina Julia le ha hecho algún daño o, quizá, asesinado. Comenzará a investigar a su vecina para confirmar sus sospechas y pronto descubrirá que nadie de la urbanización vio salir a Victor de la misma. Otro aspecto que reforzará sus sospechas es que Julia le pide que le guarde algunos paquetes en el congelador a pesar de que el que tiene en casa funciona correctamente. 
En una visita que Marta recibe de su amiga Rita (Paso), quien acude con su hija Yolanda (Cealot), esta le confiesa sus sospechas de que la vecina ha asesinado a su marido con la ayuda de un amante. Al salir del apartamento Rita y Yolanda se encuentran casualmente con Julia y la niña, de forma imprudente, le pregunta si tiene un amante puesto que Marta así lo cree.
El complejo residencial está regido por un joven casero, Ricardo (Selmier), quien también se dedica a la escultura y a la crianza de cerdos y perros. Mantiene una relación sin compromiso con Rosa (Cohen), la joven hija de un granjero cercano, que cada mañana acude a vender leche. Sin embargo, paulatinamente, se ve atraído por Marta. Una situación parecida le sucede a Pedro (Blanco), un vendedor de ultramarinos, quien parece mantener una relación con Julia. Cuando Marta rechaza con firmeza sus insinuaciones Pedro la amenaza. Mientras tanto una persona está espiando y fotografiando a Marta, Julia y Rosa. Marta acepta acompañar a Ricardo en un paseo a caballo por las inmediaciones y le comenta las sospechas que mantiene sobre su vecina.

## Reparto
- Carmen Sevilla - Marta
- Dean Selmier - Ricardo
- Patty Shepard - Julia
- Fernando Cebrián - Carlos
- Encarna Paso - Rita
- Rafael Hernández - Padre
- Javier de Campos - Empleado
- Patricia Cealot - Yolanda
- Hugo Blanco - Repartidor
- Emma Cohen - Rosa

## Producción
La película se rodó en localizaciones de Cubas de la Sagra (Madrid), Piedralaves (Ávila) y Madrid. Se estrenó en cines de Reino Unido (con el nombre de The Glass Ceiling), Hungría (Üvegtető) y Estados Unidos (Glass Ceiling). Producida por Fono España, compañía que tenía larga experiencia en sonorización de películas como Esa pareja feliz (1953), El pisito (1959), El padre Manolo (1967) o Canciones para después de una guerra (1976), a pesar de su éxito en taquilla fue la única producción de su catálogo.

## Recepción
Debido a su temática, mezcla de thriller, drama y película de terror, El techo de cristal contribuyó notablemente a cambiar la percepción que el público tenía sobre Carmen Sevilla. Hasta entonces Sevilla había interpretado principalmente papeles ingenuos. Con este rol consiguió el premio como mejor actriz del Círculo de Escritores Cinematográficos en 1971 y quedó en segundo lugar en los premios Fotogramas de Plata 1972. La propia Carmen Sevilla, en un homenaje tributado a Eloy de la Iglesia en el Festival de Cine de San Sebastián en 1996, recordó que El techo de cristal como "la película más hermosa que he hecho nunca".

### Premios
Medallas del Círculo de Escritores Cinematográficos
| Categoría    | Nominados      | Resultado |
| ------------ | -------------- | --------- |
| Mejor actriz | Carmen Sevilla | Ganadora  |